# Witley Court

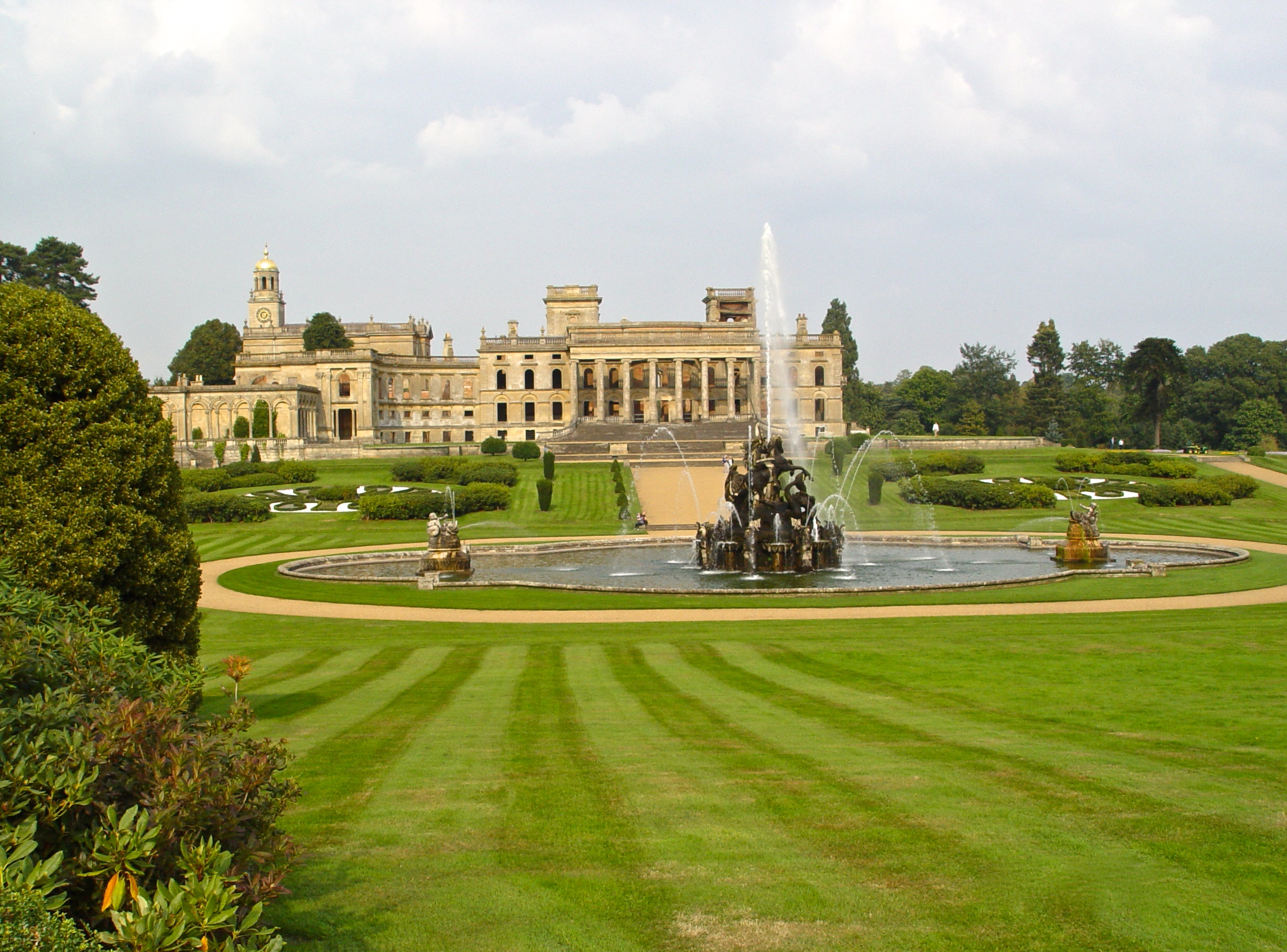
Witley Court e i giardini circostanti

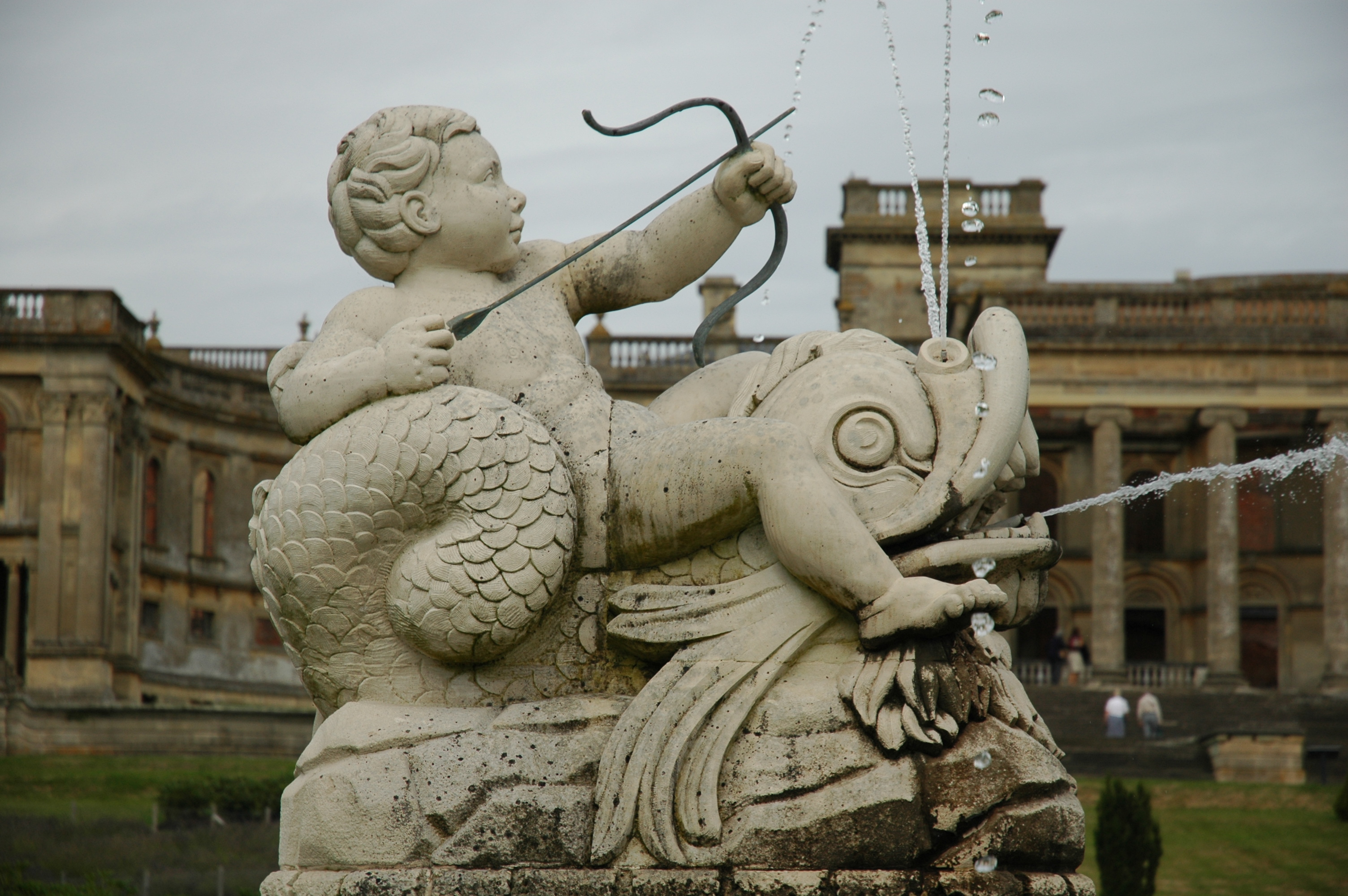
Witley Court: particolare della fontana di Perseo e Andromeda

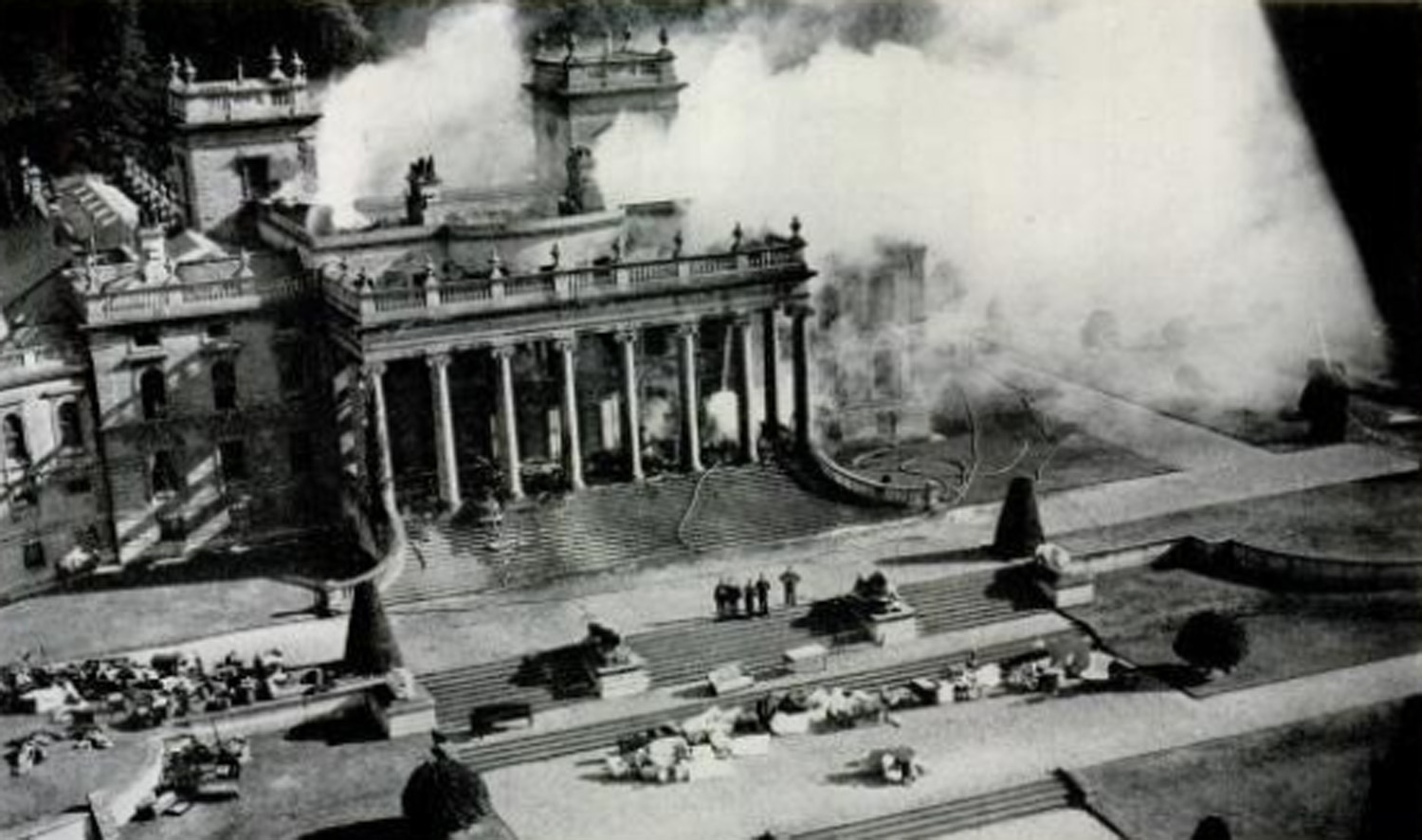
L'incendio di Witley Court del 7 settembre 1937

Witley Court è uno storico palazzo parzialmente in rovina del villaggio inglese di Great Witley, nel Worcestershire (Inghilterra centro-occidentale), realizzato in più fasi, tra il XV secolo e la metà metà del XIX secolo.  Fu per 183 anni residenza della famiglia Foley.
L'edificio è classificato come palazzo di primo grado ed è posto sotto la tutela dell'English Heritage.

## Storia
In origine, la tenuta di Witley fu di proprietà di Urso d'Abetot, un parente di Guglielmo il Conquistatore e, successivamente di proprietà delle famigle Cooksey e Strensham.  Nel corso dei secoli, venne dapprima realizzato in loco un maniero medievale, in seguito trasformato in una residenza in stile giacobiano.
Nel 1655, la tenuta di Witley venne acquistata da Thomas Foley, figlio di un mercante di ferramenta originario di Stourbridge. In seguito, uno dei membri della famiglia, nominato primo di barone di Foley e vissuto tra il 1673 e il 1733, fece ampliare l'edificio preesistente.
In seguito, intorno alla metà del XVIII secolo, di fronte all'ala settentrionale del palazzo, venne realizzato, tramite lo sbarramento di un torrente circostante un laghetto che prese il nome di Front Pool, mentre tra il 1772 e il 1794 venne realizzato attorno all'ala settentrionale un bosco ornamentale.
Agli inizi del XIX secolo, Thomas Foley VII, ebbe, grazie a un vantaggioso matrimonio, la possibilità di incaricare il celebre architetto John Nash di apportare notevoli modifiche al palazzo, modifiche che includevano, tra l'altro, l'aggiunta di due porticati alle ali settentrionali e meridionali.
Nel 1837 i Foley cedettero Witley Court al barone Ward, facoltoso industriale in seguito nominato primo barone di Dudley, per la cifra di 890.000 sterline (il corrispondente di circa 50 milioni di sterline inglesi attuali). Ward affittò dapprima l'edificio ad Adelaide, vedova di re Guglielmo IV. e, in seguito, intorno alla metà del XIX secolo, fece rimodellare il palazzo in una residenza in stile palladiano che si ispirava a Osborne House, affidando all'architetto William Nesfield l'incarico di realizzare un parco con fontane e giardini.
Nella notte del 7 settembre 1937, l'edificio fu seriamente danneggiato da un incendio sprigionatosi dal tetto delle camere delle servitù e che, favorito dal forte vento, si era poi espanso in breve tempo. In seguito al sinistro, che aveva distrutto gran parte delle stanze nelle ali centrali e orientali, lasciando intatta solo l'ala occidentale del palazzo, l'allora proprietario, Herberth Smith decise di non far ricostruire l'edificio e di metterlo in vendita.
I proprietari successivi non fecero però altro che appropriarsi di parti dell'edificio, che rischiò così la completa rovina, fino a che non venne acquisito dal Dipartimento per l'Ambiente e da questi, nel 1972, all'English Heritage.

## Architettura
Tra le fontane che adornano il parco, degna di nota è quella intitolata a Perseo e Andromeda. All'interno del parco, si trova inoltre la chiesa dedicata a San Michele e a tutti gli Angeli, la cui facciata venne progettata da James Gibbs.
Negli interni, si trovano interni in stile georgiano, con decorazioni in stile Luigi XIV.

## Nella cultura di massa
- Witley Court fu una delle location in cui fu girato il video musicale del celebre brano dei Procol Harum A Whiter Shade of Pale[5]
- Witley Court fu una delle location utilizzata nella miniserie britannica del 2016 Close to the Enemy[6]